# マグノリア・ピクチャーズ
マグノリア・ピクチャーズ (Magnolia Pictures) は、アメリカ合衆国の映画配給会社。
トッド・ワグナーとマーク・キューバンの所有する2929エンターテインメントの子会社で、2001年ビリー・バノウスキとイーモン・ボウルズによって設立された。海外の映画や自主映画の配給に特化している。また、これらのジャンル以外にも、マグノリア・レーベルという海外のアクション映画に特化した系列レーベルもある。映画のリリースの最初の1週間はこの会社で配信される映画はキューバンの所有するケーブルテレビ局HDNetで放送されることが多い。
2011年にマーク・キューバンがマグノリア・ピクチャーズを売却しようとしたが、撤回された。

## 配給作品
- Control Room (2004)
- ブコウスキー:オールドパンク Bukowski: Born Into This (2004)
- 世界最速のインディアンThe World's Fastest Indian (2005)
- エンロン 巨大企業はいかにして崩壊したのか?Enron: The Smartest Guys in the Room (2005)
- マッハ!!!!!!!! Ong-Bak: Muay Thai Warrior (2005)
- The War Within (2005)
- District B13 (2006)
- Bubble/バブル Bubble (2006)
- たとえば願いが叶うなら One Last Thing... (2006)
- JESUS CAMP Jesus Camp (2006)
- Fay Grim (2006)
- スケバン刑事 コードネーム=麻宮サキ (2006)
- 快盗ブラック・タイガー Tears of the Black Tiger (2007)
- グエムル-漢江の怪物- The Host (2007)
- エグザイル/絆 Exiled (2007)
- サヴァイヴ 殺戮の森 Severance (2007)
- MAXED OUT Maxed Out (2007)
- CRAZY LOVE Crazy Love (2007)
- Color Me Kubrick (2007)
- No End in Sight (2007)
- Weirdsville (2007)
- 大日本人(2007)
- リダクテッド 真実の価値 Redacted (2007)[2]
- ステロイド合衆国 スポーツ大国の副作用 Bigger, Stronger, Faster (2008)
- ダイヤモンド・ラッシュ Flawless (2008)
- Hank and Mike (2008)
- ぼくのエリ 200歳の少女 Let the Right One In (2008)
- Mister Foe (2008)
- 地球最後の男たち THE SIGNAL The Signal (2008)
- ダスク・オブ・ザ・デッド Splinter (2008)
- TIME CRIMES タイム クライムス Timecrimes (2008)
- Yonkers Joe (2009)[3]
- チョコレート・ファイター Chocolate (2009)
- Humpday (2009)
- クローゼット～ゲイ叩き政治家のゲイを暴け！～ (2009)
- ディア・ダディ 嘘つき父さんの秘密 Worlds Greatest Dad (2009)
- フード・インク Food, Inc. (2009)
- 容疑者、ホアキン・フェニックス I'm Still Here (2010)
- モンスターズ/地球外生命体 Monsters (2010)
- アウトレイジ (2010)
- カジノ・ジャック 史上最悪のロビイスト Casino Jack and the United States of Money (2010)[4]
- パーフェクト・ホスト 悪夢の晩餐会 The Perfect Host(2010)
- Barry Munday (2010)
- ヤバい経済学 Freakonomics (2010)
- Down Terrace (2010)
- Client 9: The Rise and Fall of Eliot Spitzer (2010)
- 幸せの行方… All Good Things (2010)
- Night Catches Us (2010)
- マッハ!参 Ong Bak 3 (2011)
- リセット Vanishing on 7th Street (2011)
- 悪魔を見た I Saw the Devil (2011)
- Black Death (2011)
- ラバー Rubber (2011)
- ウェディング・イブ　幸せになるためのいくつかの条件 Ceremony (2011)
- Square Grouper: The Godfathers of Ganja (2011)
- ホーボー・ウィズ・ショットガン Hobo with a Shotgun (2011)
- トロール・ハンター The Troll Hunter (2011)
- I Melt with You (2011)
- メランコリア Melancholia (2011)
- Page One: A Year Inside the New York Times (2011)
- Headhunters (2011)
- Magic Trip (2011)
- 気狂いピエロの決闘 The Last Circus (2011)
- Beyond the Black Rainbow (2011)
- The Prodigies (La Nuit Des Enfants Rois) (2011)
- Tim and Eric's Billion Dollar Movie (2012)
- ABC・オブ・デス The ABCs of Death (2012)
- コンプライアンス 服従の心理 Compliance (2012)
- テイク・ディス・ワルツ Take This Waltz (2012)
- デッドフォール 極寒地帯 Deadfall (2012)
- 二郎は鮨の夢を見る Jiro Dreams of Sushi (2012)
- Occupy Unmasked (2012)
- トゥ・ザ・ワンダー To the Wonder (2012)
- ユニバーサル・ソルジャー 殺戮の黙示録 Universal Soldier: Day of Reckoning (2012)
- ダークウォーター 奪われた水の真実 A Dark Truth (2013)
- Serena(2013)
- A Place at the Table(2013)
- Hammer of the Gods(2013)
- 嗤う分身 The Double(2013)
- ミスター・ノーバディ Mr. Nobody(2013)
- ブラックフィッシュ Blackfish(2013)
- ラスト・デイズ・オン・マーズ The Last Days on Mars (2013)
- ニンフォマニアック Nymphomaniac (2014)
- フィルス (2013年の映画)  Filth (2014)
- FRANK -フランク- Frank (2014)
- Life Itself (2014)
- The Hero of Color City (2014)
- White Bird in a Blizzard (2014)
- Life Partners(2014)
- 絶叫のオペラ座へようこそ Stage Fright (2014)
- バトルヒート Skin Trade (2015)
- ライク・ア・キラー 妻を殺したかった男 A Kind of Murder (2016)
- ラッキー Lucky (2017)
- 万引き家族 Shoplifters (2018)

## 『ぼくのエリ 200歳の少女』の英語版字幕に関する問題
2009年3月、マグノリア・ピクチャーズが『ぼくのエリ 200歳の少女』のDVDとBlu-Rayを北米で発売した際、北米版では原語版音声と英語吹き替え版が収録されていた一方、ヨーロッパ版は原語版と英語による解説が収録されていただけだった。『Icons of Fright』は、北米版が劇場版とは異なる字幕を使用していたことを報じた。出所のはっきりしていないこの字幕は、会話の簡略化や誤訳が数多く見受けられ、ファンは不満を募らせた。DVD視聴者からの苦情を受け、マグノリア・ピクチャーズは、劇場版に手を加えた改良版を出すが、現在出回っているディスクとの交換をするわけではないと発表した。2009年11月現在、DVDには劇場版字幕が収録されているが、Blu-Ray版ではそのようなことがない。この映画を監督したトーマス・アルフレッドソンは、この字幕問題に関して失望しており、問題の字幕をひどい字幕("turkey translation")と評した上、「もしこれを見たら、あまりの質の低さにみんな苛立つだろう」 と話した。
なお、イギリス版には、きちんと劇場版字幕が収録されている。